# غونار أيكمن
غونار أيكمن (بالسويدية: Gunnar Ekman)‏ هو منافس ألعاب قوى سويدي، ولد في 18 يونيو 1943.

## وصلات خارجية
- غونار أيكمن على موقع أوليمبيديا (الإنجليزية)
- غونار أيكمن على موقع اللجنة الأولمبية السويدية (السويدية)